# Округ Расин (Висконсин)
Расин (енгл. Racine County) је округ у америчкој савезној држави Висконсин.

## Демографија
По попису из 2010. године број становника је 195.408, што је 6.577 (3,5%) становника више него 2000. године.
| Група             | 2000.           | 2010.           |
| Белци             | 150.238 (79,6%) | 145.414 (74,4%) |
| Афроамериканци    | 19.777 (10,5%)  | 21.767 (11,1%)  |
| Азијати           | 1.363 (0,7%)    | 2.121 (1,1%)    |
| Хиспаноамериканци | 14.990 (7,9%)   | 22.546 (11,5%)  |
| Укупно            | 188.831         | 195.408         |